# Territorio di Urjanchaj
Il territorio di Urjanchaj (in russo Урянхайский край?, Urjanchajskij Kraj) è stato un protettorato di breve durata dell'Impero russo, corrispondente grossomodo all'odierna Tuva, proclamato il 17 aprile 1914, creato dalla Repubblica di Uryankhay che aveva recentemente proclamato la sua indipendenza dalla dinastia Qing durante la rivoluzione mongola del 1911.
Dopo la rivoluzione di febbraio e l'abdicazione dello zar Nicola II, il territorio di Urjanchaj riconobbe la nuova Repubblica Russa e riaffermò il suo status di protettorato russo nel 1917.
Durante la guerra civile russa, il paese fu occupato dalla Cina e dai bianchi russi tra il 1918 e il 1921. Sostenuto dall'Armata Rossa, il Partito Rivoluzionario Popolare di Tuva fondò lo stato fantoccio sovietico della Repubblica Popolare di Tuva (inizialmente Tannu Tuva) il 14 Agosto 1921.

## Geografia
I confini del protettorato corrispondono grosso modo a quelli della Repubblica di Tuva. Gran parte del territorio di Uryankhay Krai era montuoso. Il territorio era delimitato dai monti Tannu-Ola a sud, e dai monti Sayan a nord.

## Storia
Tuva era stata sotto il dominio della dinastia Qing dalla metà del 18º secolo. Tuttavia, i coloni russi iniziarono ad immigrare in massa nella regione nel 1838 e nel 1839, in seguito alla scoperta di giacimenti d'oro nell'area.  Negli anni successivi, i russi iniziarono a costruire miniere d'oro e a stabilire istituzioni commerciali nella regione. Per tutta la metà e la fine del 19º secolo, un certo numero di scienziati russi iniziò a documentare la flora nativa della regione ea studiare il popolo Tuvan, e i coloni russi continuarono ad immigrare nella regione. L'interesse russo per la regione continuò per tutto l'inizio del XX secolo e il governo zarista fece una serie di spedizioni dal 1906 al 1910 per localizzare i giacimenti minerari nell'area. Nel 1909, si stimò che circa 9.000 coloni di etnia russa vivevano nella regione.